# کارل آبراهامسون
کارل آبراهامسون (انگلیسی: Carl Abrahamsson; ۱ مهٔ ۱۸۹۶ – ۲۵ دسامبر ۱۹۴۸) بازیکن هاکی روی یخ اهل سوئد بود.